# الإسلام في غامبيا

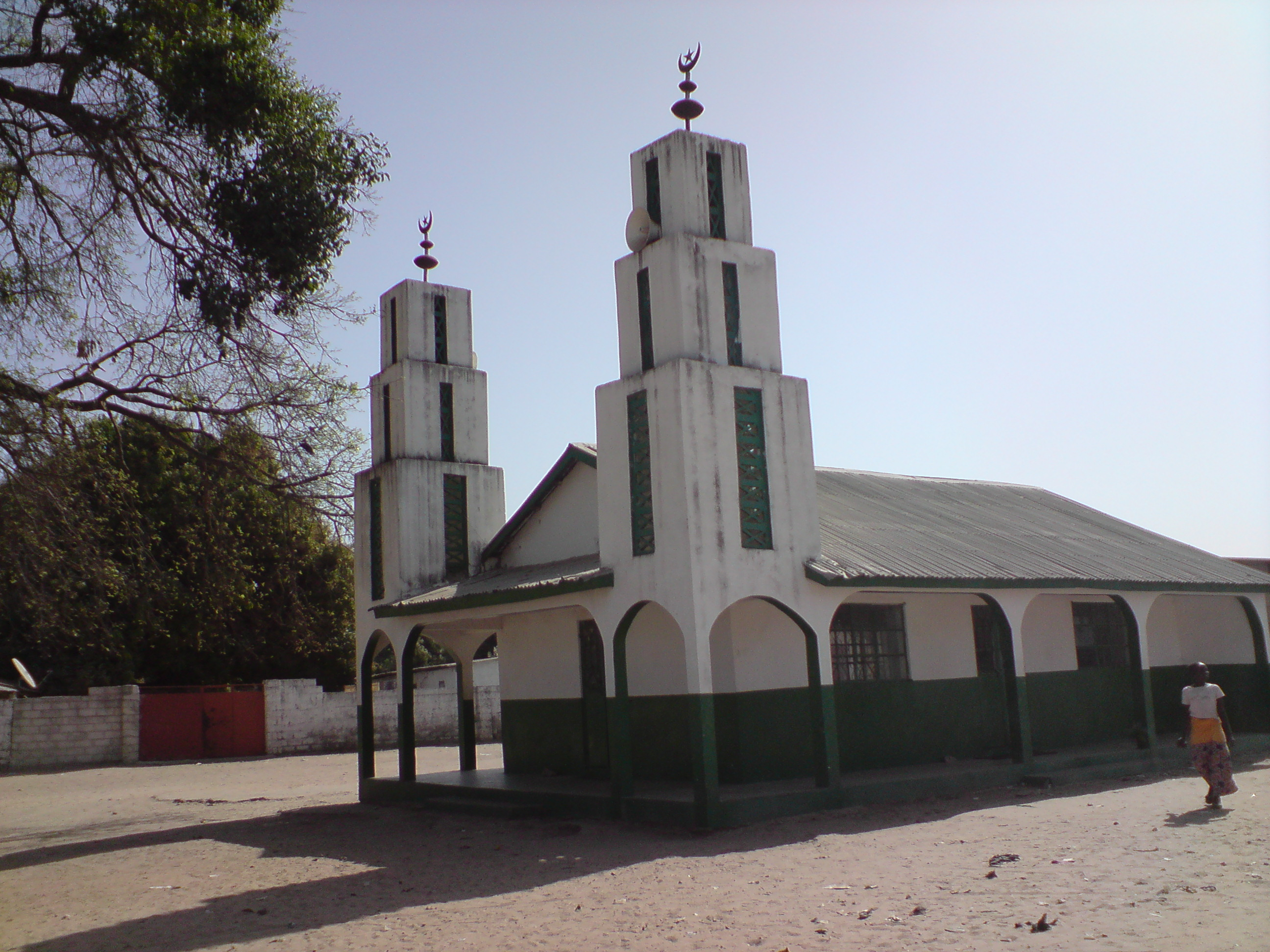
مسجد في غامبيا

الإسلام هو الدين الرئيسي في غامبيا حيث يعتنقه 95٪ من 2 مليون نسمة، وصلت أولى الجاليات المسلمة في البلاد في القرن الحادي عشر. لذلك كان للإسلام تأثير على غامبيا عبر التاريخ، ولا يزال يؤثر على ثقافتها ومجتمعها وسياستها. غالبية مسلمي غامبيا هم من السنة ينتمون إلى المذهب المالكي الفقهي ولكنهم متأثرين بالصوفية. هناك مجتمع شيعي صغير أسسه المهاجرون اللبنانيون. توجد الجماعة الأحمدية أيضا. توجد مجتمعات دينية أخرى في البلاد مثل الكاثوليك والبروتستانت والهندوس والديانات الأفريقية التقليدية.

## السياسة

### المحلية
منذ حصولها على الاستقلال في عام 1965 حكم غامبيا 3 رؤساء جميعهم مسلمين. وهكذا كان للإسلام تأثير كبير على السياسة الداخلية للبلاد. أثر الإسلام على النظام القضائي في غامبيا منذ الحكم الاستعماري البريطاني. اعترف وجود محاكم إسلامية خلال فترة الاستعمار بأهمية الإسلام في حله القضايا المحلية لمسلمي غامبيا.
تأسس المجلس الإسلامي الأعلى في غامبيا عام 1992، وهو يحدد تواريخ الأعياد الإسلامية في البلاد.

### الشؤون الخارجية
قطعت العديد من الدول الغربية بعد انقلاب 1994 في غامبيا دعمها المالي لغامبيا مؤقتًا. نتيجة لذلك أقامت دول الشرق الأوسط الإسلامية علاقات أقوى مع البلاد. مولت ليبيا، على وجه الخصوص، بناء الخدمات مثل المساجد والمدارس والمستشفيات.
رفعت غامبيا دعوى قضائية ضد ميانمار بسبب معملتها لمسلمي الروهينجا أمام الأمم المتحدة في عام 2019، متهمة الدولة بارتكاب إبادة جماعية. غامبيا هي أيضا عضو في منظمة التعاون الإسلامي.